# Consolidated Fleetster
Consolidated Fleetster — американский лёгкий транспортный одномоторный самолёт 1930-х годов производства компании Consolidated Aircraft.

## Проектирование и разработка
«Флитстер» разрабатывался под руководством Ларри Белла согласно техническим требованиям авиакомпании New York, Rio, and Buenos Aires Line (NYRBA) для обслуживания прибрежных маршрутов в Южной Америке. Совершил свой первый полёт 27 октября 1929 года. Сертификат типа выдан 29 сентября 1930 года. Фюзеляж самолета — цельнометаллический монокок, крыло деревянное. Двигатель звездообразный. Самолёт строился в нескольких вариантах, в том числе поплавкового гидросамолёта и палубного пикирующего бомбардировщика. Всего построено 26 самолётов.

## Модификации
Модель 17-1
Исходный вариант для NYRBA с двигателем Пратт-Уитни R-1860 Хорнет B.
Модель 17-2
Шестиместный вариант с двигателем R-1820-1.
Модель 17AF

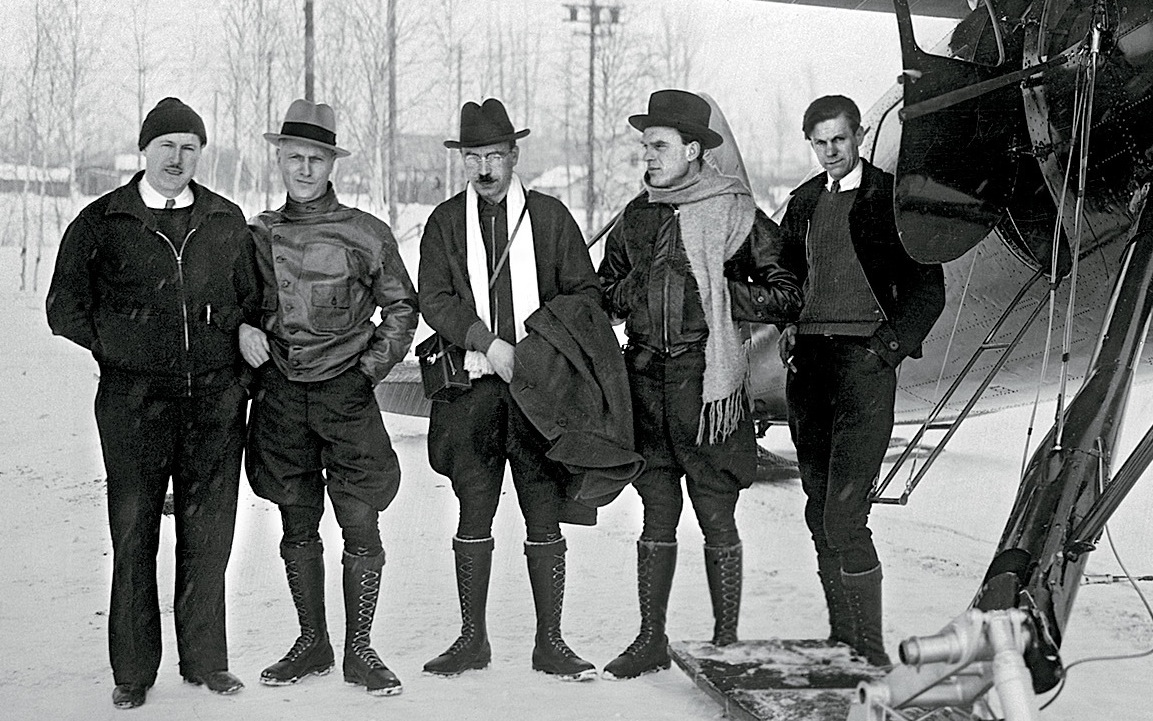
Слева направо: Дж. Кроссен, М.Т. Слепнёв, Г.А. Ушаков, С.А. Леваневский, радист авиабазы Фэрбанкс. Аляска, 1934 г.

Вариант с девятью пассажирскими местами с двигателем Wright R-1820E Cyclone мощностью 575 л. с. Построено три самолёта для авиакомпании Ludington Airline. Крыло имело увеличенный размах и площадь в соответствии с увеличением взлётного веса. Два самолёта из этой серии были приобретены СССР для участия в спасении челюскинцев. Их пилотировали С. Л. Леваневский и М. Т. Слепнёв. Самолёт Леваневского потерпел аварию, на самолёте Слепнёва удалось вывезти 6 человек. Впоследствии этот самолёт под названием Н-55 летал ещё несколько лет на полярных трассах СССР.
Модель 17-2AC
Двигатель Wright R-1820E Cyclone, 575 л. с. Построен один экземпляр.
Модель 18

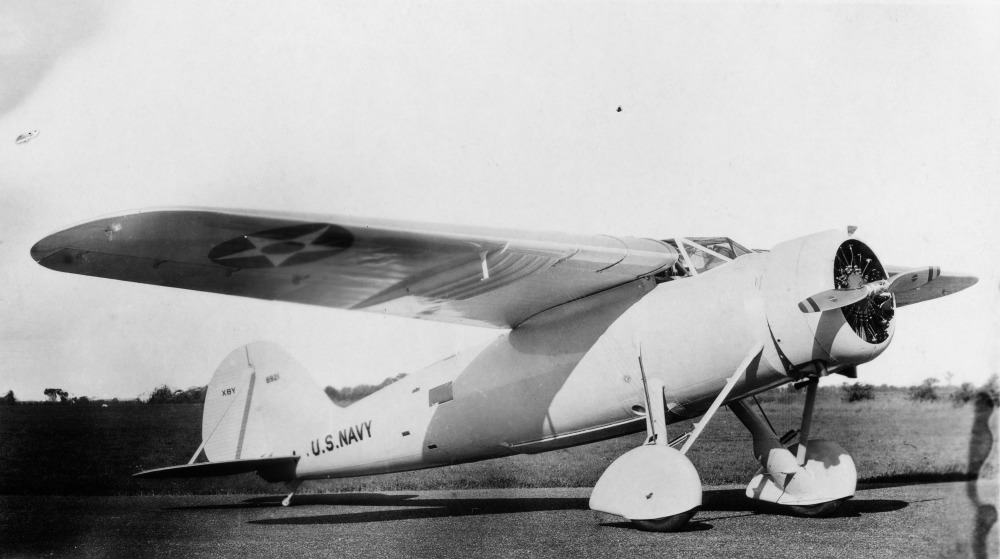
XBY-1

Двухместный палубный бомбардировщик для ВМС США. Крыло изменённой конструкции — с работающей обшивкой (впервые в США) и интегральным топливным баком. Бомбовая нагрузка — 450 кг во внутреннем бомбоотсеке. Двигатель Wright R-1820-78, 600 л. с. В 1932 году построен один экземпляр, проходил испытания под флотским обозначением XBY-1, на вооружение не принят.
Модель 20-1
Крыло типа парасоль установлено над фюзеляжем на четырёх подкосах. Открытая кабина пилота расположена позади пассажирской, на освободившемся месте устроен грузовой отсек. Построено три экземпляра для NYRBA и один для частного заказчика в Канаде.
Модель 20-2
Отличается от 20-1 только числом иллюминаторов пассажирской кабины.
Модель 20-А
Модификация модели 20 для авиакомпании Transcontinental & Western Air Inc. Пассажирская кабина легко трансформировалась в грузовую. Сертифицирован 15 сентября 1930 года. Построено семь машин.
Y1C-11, Y1C-22
Под этими обозначениями в ВВС США числились четыре самолёта модели 17-1 и 17-2, закупленные в качестве служебных для важных персон.

## Технические характеристики (Модель 17)
Источник данных: Данные от «Дженерал дайнэмикс».

Технические характеристики
- Экипаж: 1
- Пассажировместимость: до 8 пассажиров
- Длина: 9,68 м
- Размах крыла: 13,72 м
- Высота: 3,10 м
- Площадь крыла: 29,12 м²
- Масса пустого: 1 512 кг
- Нормальная взлётная масса: 2 545 кг
- Силовая установка: 1 × 9-цилиндровый радиальный воздушного охлаждения Пратт-Уитни R-1860 Хорнет B.
- Мощность двигателей: 1 × 575 л. с. (1 × 429)
- Воздушный винт: двухлопастный

Лётные характеристики
- Максимальная скорость: 290 км/ч
- Крейсерская скорость: 246 км/ч
- Практическая дальность: 1 086 км
- Практический потолок: 5 485 м

## Эксплуатанты
(список неполный)
 США
- Ludington Airline: 3 17AF, позже проданы Pacific Alaska Airways.
- Pacific Alaska Airways
- ВВС Армии США: 3 C-22
- Военный департамент США: 1 Y1C-11, позже переделанный в C-11A
- Transcontinental & Western Air Inc
- Condor Air Lines: 20A

 СССР
- 2 17AF

 Аргентина
- NYRBA Line: 17-1 и 20-1
- Авиация ВМС Аргентины, 1 "model 17", бортовой номер T-202

 Канада
- Canadian Airways, 1 самолёт "model 20"[7]

 Республиканская Испания
- Испанская республиканская авиация: "model 20-A"